# 15339 Pierazzo
A 15339 Pierazzo (ideiglenes jelöléssel 1994 AA9) a Naprendszer kisbolygóövében található aszteroida. A Spacewatch projekt keretében fedezték fel 1994. január 8-án.